# Dị long răng cá mập
Carcharodontosaurids (từ tiếng Hy Lạp καρχαροδοντόσαυρος, carcharodontósauros: "thằn lằn răng cá mập") là một nhóm khủng long chân thú ăn thịt. Năm 1931 Ernst Stromer đưa Carcharodontosauridae thành một họ, trong cổ sinh vật học hiện đại, cái tên này cho thấy một nhánh bên trong Carnosauria. Carcharodontosauridae bao gồm một số loài ăn thịt lớn nhất từng được biết đến: Giganotosaurus, Mapusaurus, Carcharodontosaurus, và Tyrannotitan đều cạnh tranh với hoặc vượt xa Tyrannosaurus. Một bài viết năm 2015 xuất bản trong PalArch của nhà cổ sinh vật học Christophe Hendrickx và các đồng nghiệp tập trung vào lịch sử nghiên cứu khủng long theropod cho ước tính chiều dài tối đa là 14 mét (46 feet) đối với các carcharodontosaurids lớn nhất, trong khi carcharodontosauridae nhỏ nhất được ước tính có chiều dài ít nhất là 6 mét.

## Sự phát triển

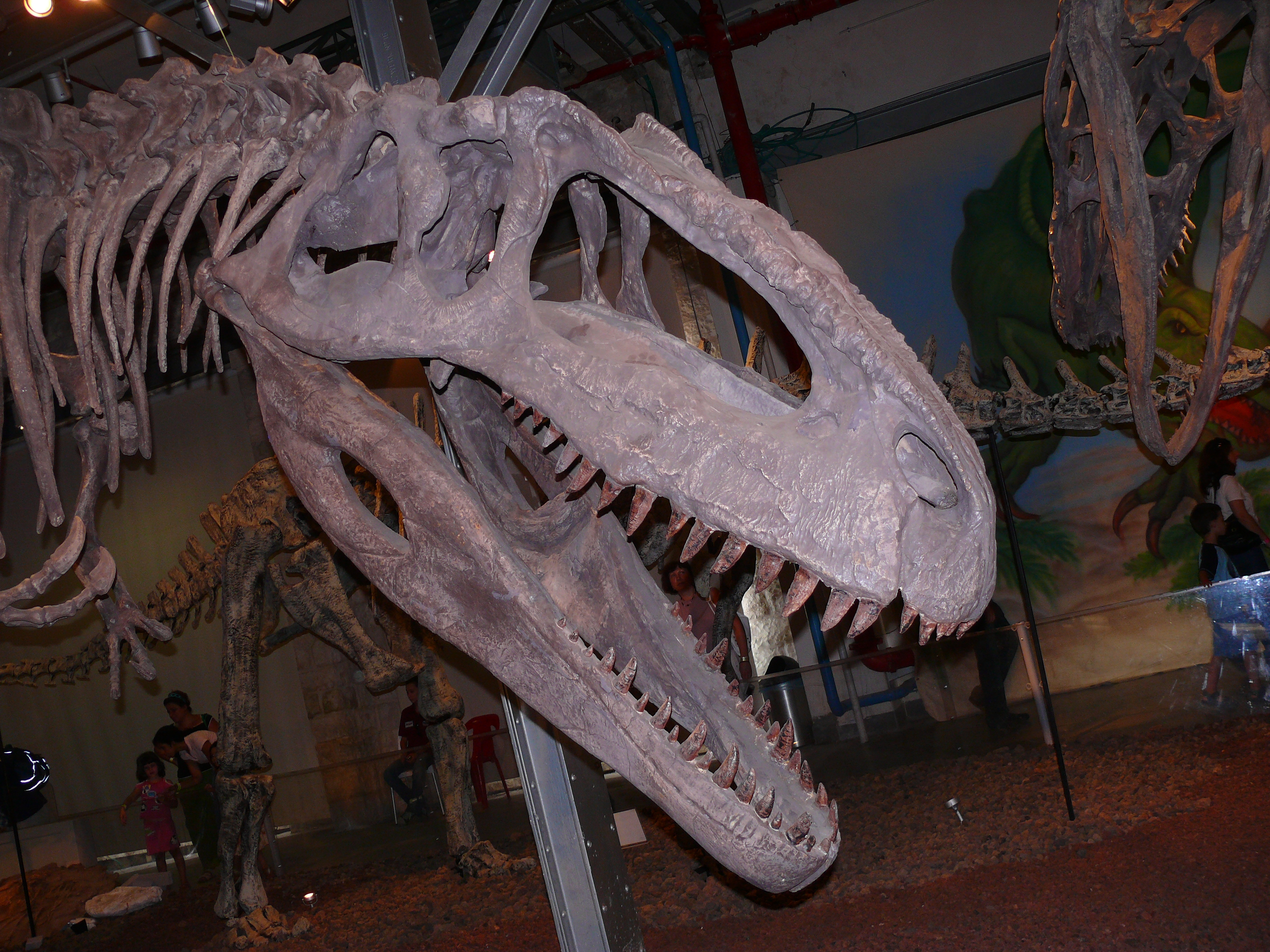
Phục dựng bộ xương Giganotosaurus, Haifa

Cùng với loài spinosauridae, carcharodontosauridae là loài ăn thịt lớn nhất ở tuổi Creta ở Gondwana, với các loài cũng có mặt ở Bắc Mỹ (Acrocanthosaurus), và châu Á (Shaochilong).. Thời gian chúng từng tồn tại dao động từ Barremia (127-121 triệu năm trước) đến Turonia (93-89 triệu năm trước). Cuối Turonia, chúng có thể đã được thay thế bằng các abelisauridae nhỏ hơn ở Gondwana và bởi tyrannosaury ở Bắc Mỹ và Châu Á. Theo Fernando Novas và các đồng nghiệp, sự biến mất của carcharodontosaurids không chỉ mà còn spinosaurids và các động vật khác ở cả Gondwana và Bắc Mỹ dường như chỉ ra rằng thay thế động vật đã xảy ra trên quy mô toàn cầu. Tuy nhiên, một số răng theropod phát hiện ra ở cuối Maastrichtian Marília Formation ở Braxin, cũng như một mảnh của chiêng phải được phát hiện tại ranh giới Campanian-Maastrichtian của Formation Presidente Prudente ở Braxin, xuất hiện thuộc về carcharodontosaurids, cho thấy sự tồn tại của nhóm này cho đến khi Thời kỳ Creta mới nhất, 70 đến 66 Mya. Vào tháng 12 năm 2011, Oliver W. M. Rauhut mô tả một chi và loài mới của carcharodontosaurid từ kỷ Jura Cuối (cuối Kimmeridgian đến giai đoạn sớm nhất của động vật học Tithonian, khoảng 154-150 triệu năm trước) của Tendaguru Formation, đông nam Tanzania. Veterupristisaurus đại diện cho carcharodontosauridae cổ nhất được biết đến.

## Phân loại
Họ Carcharodontosauridae ban đầu được đặt tên bởi Ernst Stromer vào năm 1931 để bao gồm cả loài mới phát hiện duy nhất Carcharodontosaurus saharicus. Một họ hàng gần giống của C. saharicus, Giganotosaurus, đã được thêm vào gia đình khi nó được mô tả vào năm 1995. Ngoài ra, nhiều nhà cổ sinh vật học đã bao gồm Acrocanthosaurus trong họ này (Sereno và cộng sự, 1996, Harris 1998, Holtz 2000, Rauhut 2003, Eddy & Clarke, 2011, Rauhut 2011), mặc dù những người khác đặt nó trong họ Allosauridae có liên quan (Currie & Carpenter, 2000, Coria & Currie, 2002). Carcharodontosaurids được đặc trưng bởi các đặc điểm hình thái sau đây: Dorsoventral chiều sâu của các mảng interdental hàm trên gấp hơn 2 lần chiều rộng trước, chiều cao, hình vuông, phần trước của hình chữ nhật, răng có bề mặt men nhăn, sự hiện diện của bốn phế nang tiền tràng và thân trước cao hơn Dài ở mặt, xương sống cổ tử cung có gai niệu cao hơn 1,9 lần chiều cao của trung tâm, những vết rạn nứt lớn, có kết cấu trên vùng da hậu môn và hậu tụy hình thành bằng lợp mái và tạo thành các kệ quỹ đạo rộng và một đầu đùi nghiêng theo chiều nghiêng. Với sự khám phá ra Mapusaurus vào năm 2006, Rodolfo Coria và Phil Currie đã xây dựng một phân họ của loài Carcharodontosauridae, loài Giganotosaurinae, để chứa các loài Nam Mỹ tiên tiến nhất mà họ tìm thấy có quan hệ gần gũi hơn với các hình thức châu Phi và châu Âu. Coria và Currie đã không đề cập chính thức Tyrannotitan tới phân họ này, chờ đợi một mô tả chi tiết hơn về chi này, nhưng lưu ý rằng dựa trên các đặc tính của xương đùi, nó có thể là một gigantosaurin.
Năm 1998, Paul Sereno đã định nghĩa Carcharodontosauridae như một clade, bao gồm Carcharodontosaurus và tất cả các loài gần nó hơn là 'Allosaurus, Sinraptor, Monolophosaurus, hoặc Cryolophosaurus.. Do đó, clade này là theo định nghĩa bên ngoài clade Allosauridae. Biểu đồ dưới đây cho thấy Brusatte và cộng sự, 2009.
| Carcharodontosauridae | {{clade \|1=Neovenator \|2={{clade \|1={{clade \|1=Acrocanthosaurus \|2=Eocarcharia }} \|2={{clade \|1=Shaochilong \|2=Tyrannotitan \|3={{clade \|1=Carcharodontosaurus \|label2=Giganotosaurinae \|2={{clade \|1=Giganotosaurus \|2=Mapusaurus }} }} }} }} }} |
|                       | {{clade \|1=Neovenator \|2={{clade \|1={{clade \|1=Acrocanthosaurus \|2=Eocarcharia }} \|2={{clade \|1=Shaochilong \|2=Tyrannotitan \|3={{clade \|1=Carcharodontosaurus \|label2=Giganotosaurinae \|2={{clade \|1=Giganotosaurus \|2=Mapusaurus }} }} }} }} }} |

Cladogram after Ortega et al., 2010
| Carcharodontosauridae | {{clade \|1=Eocarcharia \|2={{clade \|1=Concavenator \|2={{clade \|1=Acrocanthosaurus \|2={{clade \|1=Shaochilong \|2={{clade \|1=Tyrannotitan \|2={{clade \|1=Carcharodontosaurus \|2=Giganotosaurus \|3=Mapusaurus }} }} }} }} }} }} |
|                       | {{clade \|1=Eocarcharia \|2={{clade \|1=Concavenator \|2={{clade \|1=Acrocanthosaurus \|2={{clade \|1=Shaochilong \|2={{clade \|1=Tyrannotitan \|2={{clade \|1=Carcharodontosaurus \|2=Giganotosaurus \|3=Mapusaurus }} }} }} }} }} }} |

Cladogram after Novas et al., 2013
|  | {{clade \|1=Allosaurus \|label2=Carcharodontosauridae \|2={{clade \|1=Neovenator \|2=Eocarcharia \|3=Concavenator \|4={{clade \|1=Acrocanthosaurus \|2={{clade \|1=Shaochilong \|label2=Carcharodontosaurinae \|2={{clade \|1=Carcharodontosaurus \|label2=Giganotosaurini \|2={{clade \|1=Tyrannotitan \|2={{clade \|1=Mapusaurus \|2=Giganotosaurus }} }} }} }} }} }} }} |
|  | |